# Мира Мекси
Мира Мекси (на гръцки: Mira Meksi) е албанска преводачка, журналистка и писателка на произведения в жанра драма, исторически роман, любовен роман, детска литература, криминален роман и документалистика.

## Биография и творчество
Мира Мекси е родена на 27 септември 1960 г. в Тирана, Албания. Учи в гимназия „Кемайл Стафа“ в родния си град. Още в юношеството е забелязан талантът ѝ за изучаване и превод на чужди езици. В гимназията, на 16-годишна възраст, прави превод от френски на „Малкият принц“ на френския писател и поет Екзюпери.
Следва албанска и френска филология във Филологическия факултет на Университета в Тирана. По време на следването си превежда на френски стихотворения от своя професор Ведат Кокона. Освен френски, изучава испански и италиански, специализирайки в Преводачески колеж в Арл, Франция, и Преводаческа къща в Таразона, Испания.
След дипломирането си, в периода 1984 – 1990 г. работи като преводач от испански в Издателството за чужди езици на издателство „8 ноември“. После се премества в Издателство „Наим Фрашъри“, където работи като литературен редактор и преводач в периода 1990 – 1993 г. През 1994 г. е съоснователка на първата албанска частна културна фондация „Velija“, която ръководи до 2002 г. В периода 1995 – 2000 г. е член на Изпълнителния съвет на „Фондация Сорос“.
През 1995 г. основава литературното списание „Mehr Licht“ (Повече светлина), член на европейската мрежа от литературни списания „Eurozine“, която оглавява до 2012 г. В периода 1998 – 2002 г. е председател на Съвета на директорите на „VEVE Group“. В периода 1999 – 2002 г. е член на Управителния съвет на Албанското обществено радио и телевизия. В периода 2002 – 2010 г. е генерален директор на „ТВ АЛСАТ“. в Албания, Косово и Македония. В периода 2010 – 2013 г. е член на Управителния съвет на „Гражданско общество“.
Първата ѝ книга, сборникът с разкази „Mali i shpirtrave“ (Планина на душите), е издадена през 1994 г.
Първият ѝ роман „Frosina e Janinës“ (Фрозина от Янина) е издаден през 2001 г.
Прави преводи от испански и френски на албански език и обратно. Превела е на албански език произведения на Маргьорит Юрсенар, Александър Дюма, Маргьорит Дюрас, Шарл Бодлер, Ламартин, Артюр Рембо, Маркес, Хорхе Луис Борхес, Пабло Неруда, Октавио Пас, Ернесто Сабато, Салвадор Алиенде, Хавиер Мариас, Варгас Льоса, Жузе Сарамагу, Карлос Фуентес, Лорка, Бернардо Ачага, и др., както и „30 години поезия 1958 – 1988“ от Исмаил Кадаре и „Антология на съвременната албанска поезия“ на испански език.
Тя е много активна с журналистически статии както в албанската, така и в чуждестранната преса (френска и испанска).
Омъжена е за Илир Мекси, с когото имат син – Марин.
Мира Мекси живее със семейството си в Тирана.

## Произведения

### Самостоятелни романи
- Frosina e Janinës (2001)
- Porfida – Ballo në Versailles (2006)
- E kuqja e demave (2009)
- Mallkimi i priftëreshave te Ilirisë (2014)
- Vrasje në Venecia (2016)
- Pa zemër në kraharor (2016)
- Hakmarrja e Kazanoves (2018) – включва и 16 разказа
- Diktatori në Kryq (2019)

### Сборници
- Mali i shpirtrave (1994)
- Buzë të panjohura gruaje (1997)
- Flutura mes gjinjve (2017)

### Детско-юношеска литература
- Fantazma me sy Njeriu (1994)
- Planeti i ngrirë (1995)
- Magjistrica e 12 pasqyrave (1996) – роман
- Katër përmbledhje me përralla () – разкази

### Документалистика
- Guri Filozofal ()
- Leximet e ndaluara dhe shkrimet e fshehura (2011)

## Награди
- 1995: RFI Unpublished Story Award, Париж 1996;
- 1996: Награда на фестивала „Sain Quentin“, Франция;
- 2006: Награда „Сребърна писалка“ за литературен превод от Министерството на културата на Албания за романа „Kujtim kurvash të trishta“ на Габриел Гарсия Маркес;
- 2009: Почетно звание: „Франкофонска личност на многоезичието“, от Международната организация по франкофония;
- 2011: Командор на Ордена за граждански заслуги, от краля на Испания Хуан Карлос I;
- 2011: Литературна награда „Герг Фища“ за книгата с есета „Leximet e ndaluara dhe shkrimet e fshehura“ (Забранени четения и скрити писания), от Министерството на културата на Албания.
- 2015: Награда за превод
- 2020: Национална награда за литература за най-добър роман